# Köprüçay (fleuve)
Pour les articles homonymes, voir Eurymédon.
Le Köprüçay, appelé dans l'Antiquité Eurymédon (en grec ancien Εὐρυμέδων / Eurumédōn), est un fleuve de Turquie long de 183 km qui coule dans la province d'Antalya et se jette dans la mer Méditerranée.

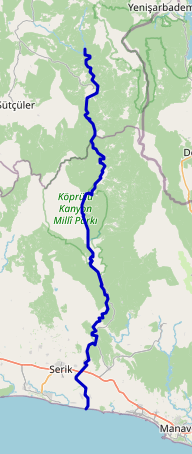
Cours du Köprüçay.

C'est à son embouchure qu'en 469 av. J.-C., le général Cimon, combattant de la ligue de Délos, bat les forces perses lors de la bataille de l'Eurymédon.